# Gellerupplanen
Gellerupplanen er en satellitby i Gellerup, som er en del af forstaden Brabrand vest for Aarhus.
Gellerupplanen blev igangsat og finansieret af Brabrand Boligforening og udtænkt af arkitekterne Knud Blach Petersen og Mogens Harbo. De var inspirerede af funktionalismen, modernismen og den franske arkitekt Le Corbusier.
Gellerupplanen er både navnet på den oprindelige plan for og det færdige resultat af det byggeprojekt, som i 1972 var blevet til Gellerupparken, Toveshøj, City Vest, Gellerup Kirke, Gellerup Bibliotek og alt hvad der hører til af øvrige bygninger, såsom Gellerupbadet, Nordgårdshallen, Hejredalskollegiet, forbrændingsanlæg, skoler, børnehaver, kulturhuse, osv. Hele dette område, med alle dets bygninger blev tænkt og konstrueret som ét stort bygningsværk, som en arkitektonisk enhed.
Området kendetegnes fortrinsvis ved at vejnavnene er danske pigenavne (Gudrunsvej, Dortesvej, Bentesvej, osv.).

## Den oprindelige plan
Gellerupplanen var egentlig tænkt til at skulle være mere end dobbelt så stor, som det der nu blev realiseret. Målet var at ca. 6000 lejemål i fire sektorer skulle huse 10.000-15.000 mennesker. Byggeriet gik i gang i 1968, men blev standset i løbet af 1970'erne pga. økonomiske problemer undervejs.
For første sektor, der bestod af Gellerupparken og Toveshøj, standsede nybyggeriet så tidligt som i 1972.
Holmstrup, som var tredje sektor i planen, kom til i 1974-75, men er kun omkring en ottende-del af det der oprindeligt var planlagt. Her skulle have været ca. 3000 boliger fordelt øst og vest og nord for de 402 boliger der blev realiseret.

Det var også meningen, at det der nu er Gellerup Skov, skulle have været bebygget som Gellerup Plan 4.
Byggeriet i Gellerupplanen oplevede allerede tidligt større materialeskade i betonen. Der har været bygget om og renoveret på de oprindelige bygninger, men byggeriet har stadig en unik arkitektonisk værdi.

## Helhedsplanen
Omkring 2007 blev det politisk besluttet at iværksætte en omfattende ombygningsplan for Gellerupparken og Toveshøj (Gellerup Plan 2). Planen kaldes Helhedsplanen og formålet er at omdanne området fra et 'særligt udsat boligområde' til en attraktiv bydel. Planen har et budget på kr 452+ millioner og en langsigtet horisont (20 år) med mange etaper.
- Karen Blixens Boulevard, ny hovedgade gennem Gellerupparken. Anlagt 2017.
- Nye legepladser og parkanlæg mellem blokkene i Gellerupparken. Her fra Toveshøj (2019).